# Nissan Hypermini
Nissan Hypermini (укр. Ніссан Гіперміні)  — двомісний електричний мікрокар компанії Nissan. Всього випустили 219 автомобілів у 1999–2001 роках для японського ринку.

## Опис
Hypermini — це електромобіль із двома пасажирами, який може рухатися зі швидкістю 100 км/год і проїхати близько 115 кілометрів на одному заряді, згідно з вимірюваннями Nissan, проведеними в рамках тесту 10-15 в Японії. Hypermini виграв четверту щорічну «Головну премію нової енергії». Премію спонсорує New Energy Foundation, яка пов’язана з Міністерством міжнародної торгівлі та промисловості Японії. 

## Запуск
Він був представлений в обмеженій кількості в Японії в 1999 році. Він був запущений для роздрібного продажу через дилерів Nissan у великих містах Токіо, Осаки та Кіото в лютому 2000 року за ціною 4 000 000 єн (~ 36 567 доларів США) зі стаціонарним 200-вольтовим зарядним пристроєм, та 4 015 000 єн із нестаціонарним зарядним пристроєм 200 вольт. Продажі були націлені головним чином на національні урядові установи та агентства, місцеві урядові органи та корпорації. Nissan стверджує, що Hypermini споживає на чверть менше енергії, ніж звичайний автомобіль.

## Особливості
Hypermini має алюмінієве просторове шасі, виготовлене з екструдованої алюмінієвої труби, алюмінієвих штампувань і алюмінієвих відливок. Панелі пластикові. Передня підвіска має незалежні стійки , а задня — незалежні паралельні стійки . Гальма (передні й задні) дискові вентильовані з антиблокувальною системою . Стандартні шини мають розмір 145/65 R14 спереду та 165/60 R14 ззаду. Діаметр його повороту становить 7,8 метра (25,6 фута), а коефіцієнт лобового опору — 0,30. Hypermini оснащений електричним автоматичним кондиціонером повітря з попереднім охолодженням і попереднім нагріванням, що дозволяє водієві досягти бажаного рівня температури в салоні перед тим, як сісти за кермо. 

Літій-іонні батареї Hypermini розташовані під підлогою та заряджаються індуктивно . Система безконтактного заряджання використовує пластикову лопатку з вбудованою котушкою, яка генерує високочастотне магнітне поле. Портативний зарядний пристрій можна зберігати на борту, що дозволяє заряджати батареї будь-де, де є звичайна електрична розетка. Nissan підрахував, що Hypermini можна було б експлуатувати в одну п’яту вартість автомобіля з бензиновим двигуном.  

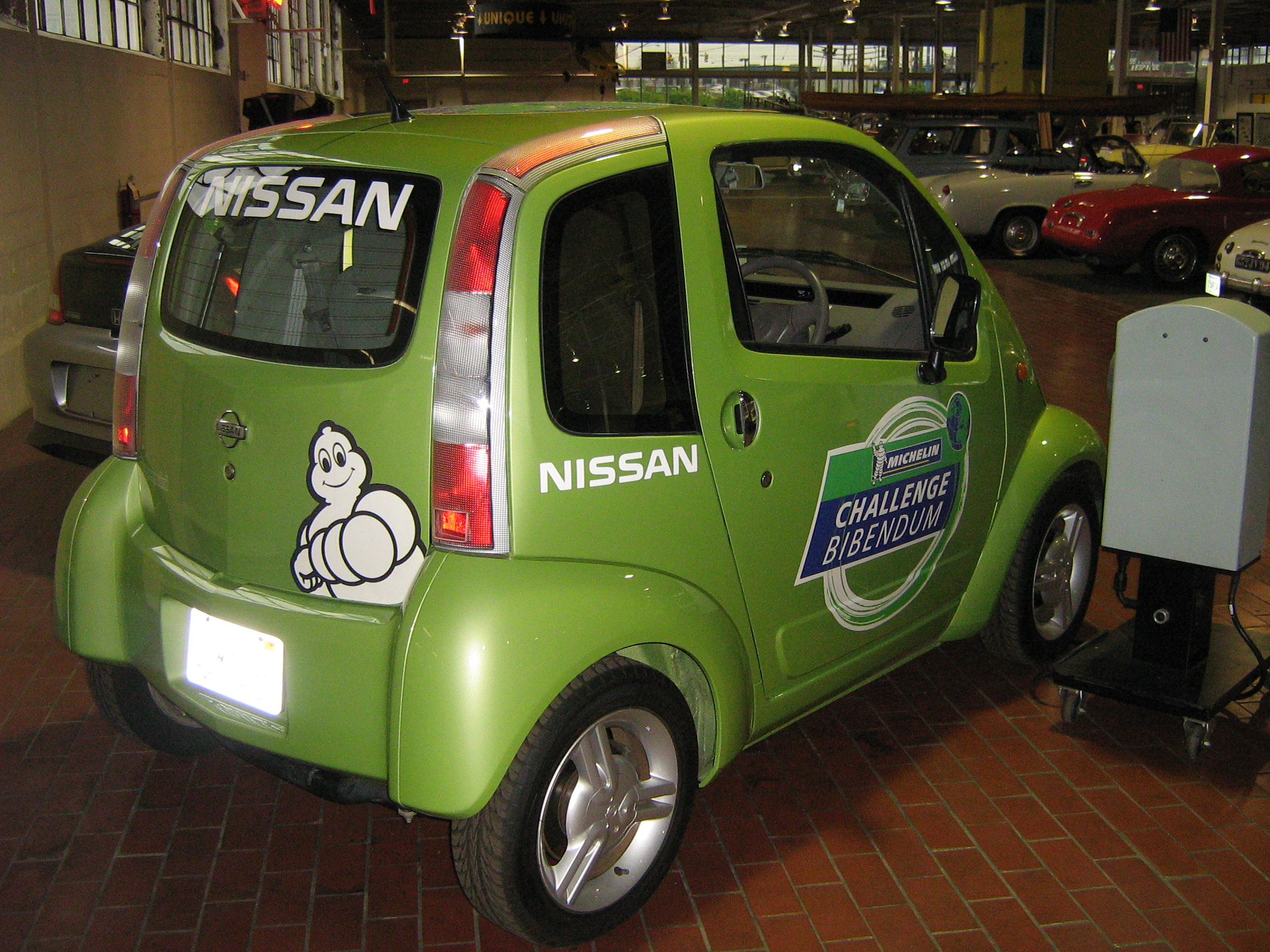
Вид ззаду
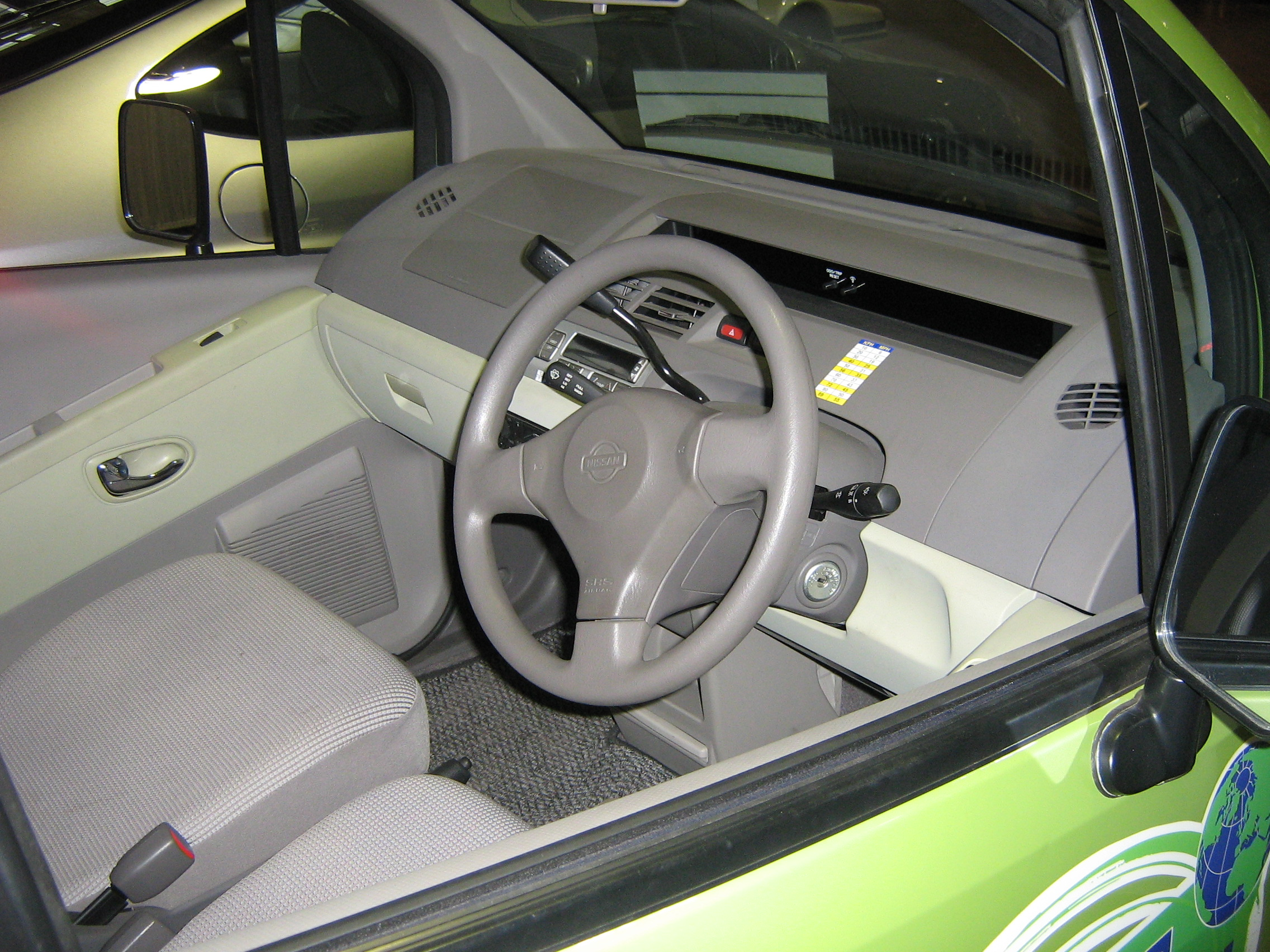
Інтер’єр
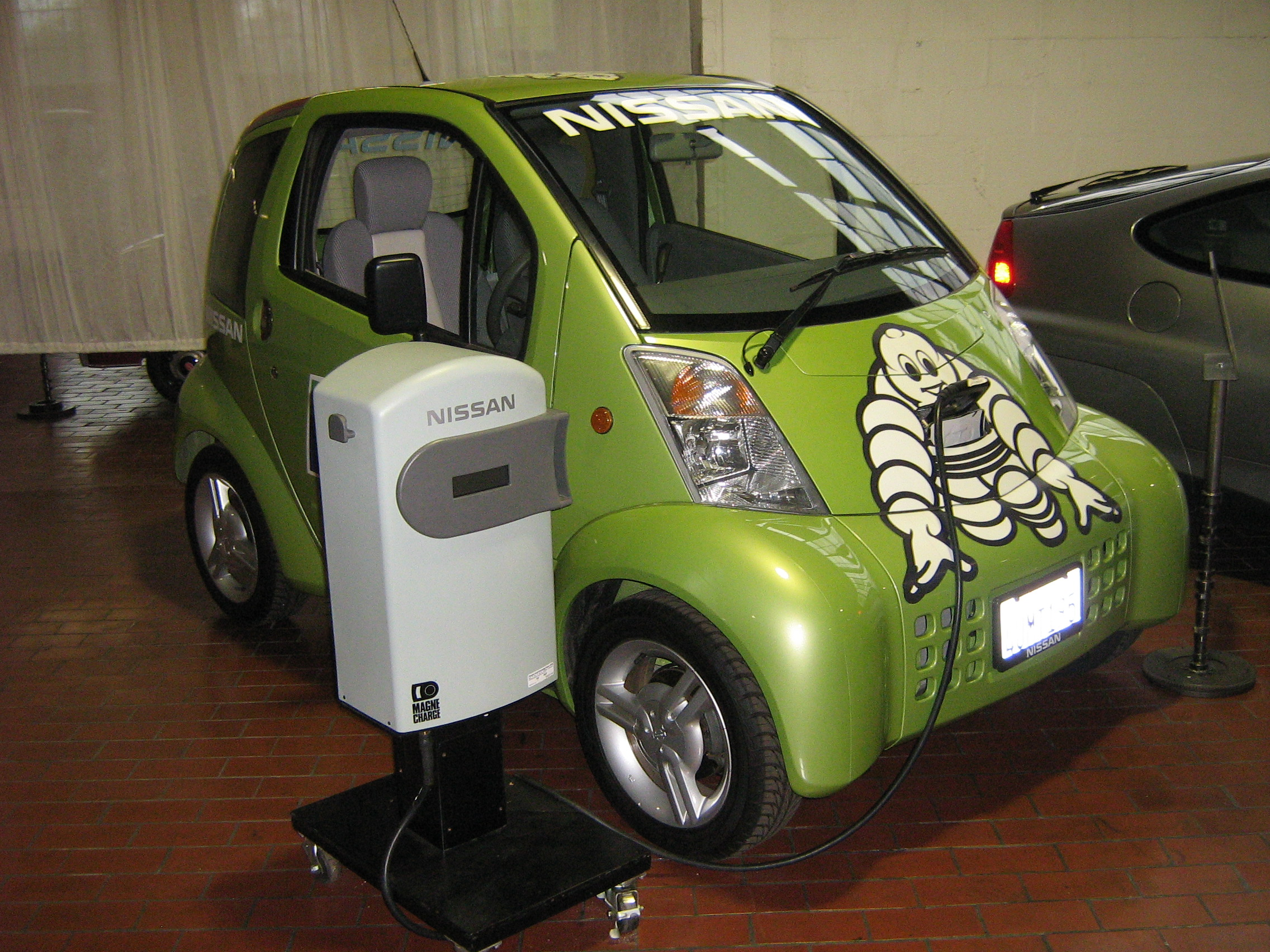
Nissan Hypermini на зарядці
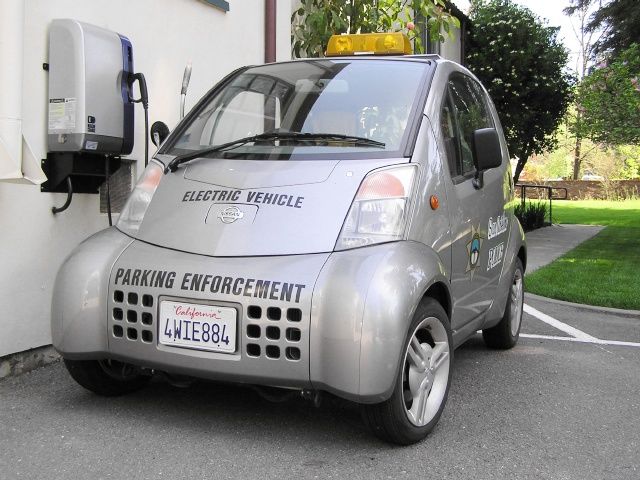
Nissan Hypermini використовувався як поліцейська машина в Сан-Анселмо, Каліфорнія.

## Скільки всього було створено
За даними Nissan, всього було зроблено близько 300 Hypermini. Серійні версії були випробувані в японських містах Кіото (138), Йокогама (20), Ебіна (15), Токіо (20), а також у Каліфорнійському університеті в Девісі (15) і міській раді Пасадени. (11).
15 невеликих автомобілів Nissan Hypermini надійшли в експлуатацію 7 листопада 2001 року в дослідницькій програмі Каліфорнійського університету в Девісі. Nissan брав участь у трьох програмах спільного використання автомобілів з використанням Hypermini в Японії. Для підтримки цих програм у містах Кіото, Ебіна та Йокогама було продано близько 120 Hypermini. Транспортними засобами користувалися міська влада та приватні громадяни.
Nissan забрав 11 автомобілів Hypermini у серпні 2006 року від міської ради Пасадени, штат Каліфорнія, після закінчення терміну оренди, заявивши, що «Nissan каже, що більше не виробляє Hypermini й не може обслуговувати автомобілі». Примірники, що належать державі, іноді можна знайти для продажу в Японії. 